# Seattle–Tacoma International Airport
Seattle–Tacoma International Airport (IATA: SEA, ICAO: KSEA, FAA LID: SEA), också känd som Sea–Tac Airport eller Sea–Tac, är en flygplats belägen i SeaTac, Washington, USA vid korsningarna av State Route 518, State Route 99 och State Route 509, omkring 2,4 km väst om Interstate 5. Den tjänar Seattle, Tacoma, övriga orter vid Pugetsundet liksom resten av delstaten Washington. Flygplatsen är det primära navet för Alaska Airlines, vars huvudkontor är beläget nära flygplatsen och dess regionala dotterbolag Horizon Air. Flygplatsen har trafik till destinationer i Nordamerika, Europa och Östasien.
År 2010 hade Sea-Tac över 31,5 miljoner passagerare vilket gör den till den 18:e mest trafikerade flygplatsen i USA. Den rankas 25:e totalt i antal landningar och 19:e i total lastvolym. Seattle är det största storstadsområdet i USA som inte är ett nav eller sekundärt nav för någon av de kvarvarande flygbolagen. Det är dock ett nav för Alaska Airlines och Horizon Air och de resterande flygbolagen som utför många flygningar till sina nav samt ett fåtal andra destinationer från Sea-Tac.
De fem största operatörer vid Sea-Tac i antalet passagerare under 2010 var Alaska Airlines (34,9%), Horizon Air (14,1%), Delta Air Lines (10,9%), Southwest Airlines (8,7%), United Airlines (6,6%).